# Eleutherodactylus lucioi
Espèce
Statut de conservation UICN

 CR A3c; B1ab(iii)+2ab(iii) : 
En danger critique
Eleutherodactylus lucioi est une espèce d'amphibiens de la famille des Eleutherodactylidae.

## Répartition
Cette espèce est endémique d'Haïti. Elle se rencontre dans le département du Nord-Ouest vers 100 m d'altitude.

## Description
Les mâles mesurent jusqu'à 24 mm.

## Étymologie
Cette espèce est nommée en l'honneur de John C. Lucio, qui a collecté l'holotype en compagnie d'Albert Schwartz.

## Publication originale
- Schwartz, 1980 : Two new species of Eleutherodactylus (Amphibia, Anura, Leptodactylidae) from Hispaniola. Annals of Carnegie Museum, vol. 49, no 6, p. 103-112.